# Magnus Hestenes
Magnus Rudolph Hestenes (Bricelyn, 13 febbraio 1906 – Los Angeles, 31 maggio 1991) è stato un matematico statunitense.
Insieme a Cornelius Lanczos ed Eduard Stiefel, ha inventato il metodo del gradiente coniugato.

## Biografia
Nacque a Bricelyn, nel Minnesota, Hestenes conseguì il suo dottorato di ricerca presso l'Università di Chicago nel 1932 sotto Gilbert Bliss. La sua tesi era intitolata "Sufficient Conditions for the General Problem of Mayer with Variable End-Points". Dopo aver insegnato come professore associato a Chicago, nel 1947 si trasferì ad presso la UCLA (Università della California a Los Angeles), posizione che tenne fino alla sua pensione nel 1973. Mentre lavorava come professore, Hestenes supervisionò la ricerca di tesi di 34 studenti, tra cui Glen Culler, Richard Tapia e Jesse Wilkins, Jr.
Hestenes ricevette il premio Guggenheim (1954) e Fulbright, fu vicepresidente della American Mathematical Society e fu un invitato a partecipare al congresso internazionale dei matematici di Amsterdam del 1954.
Morì il 31 maggio 1991 a Los Angeles, California.